# روبرت هوري

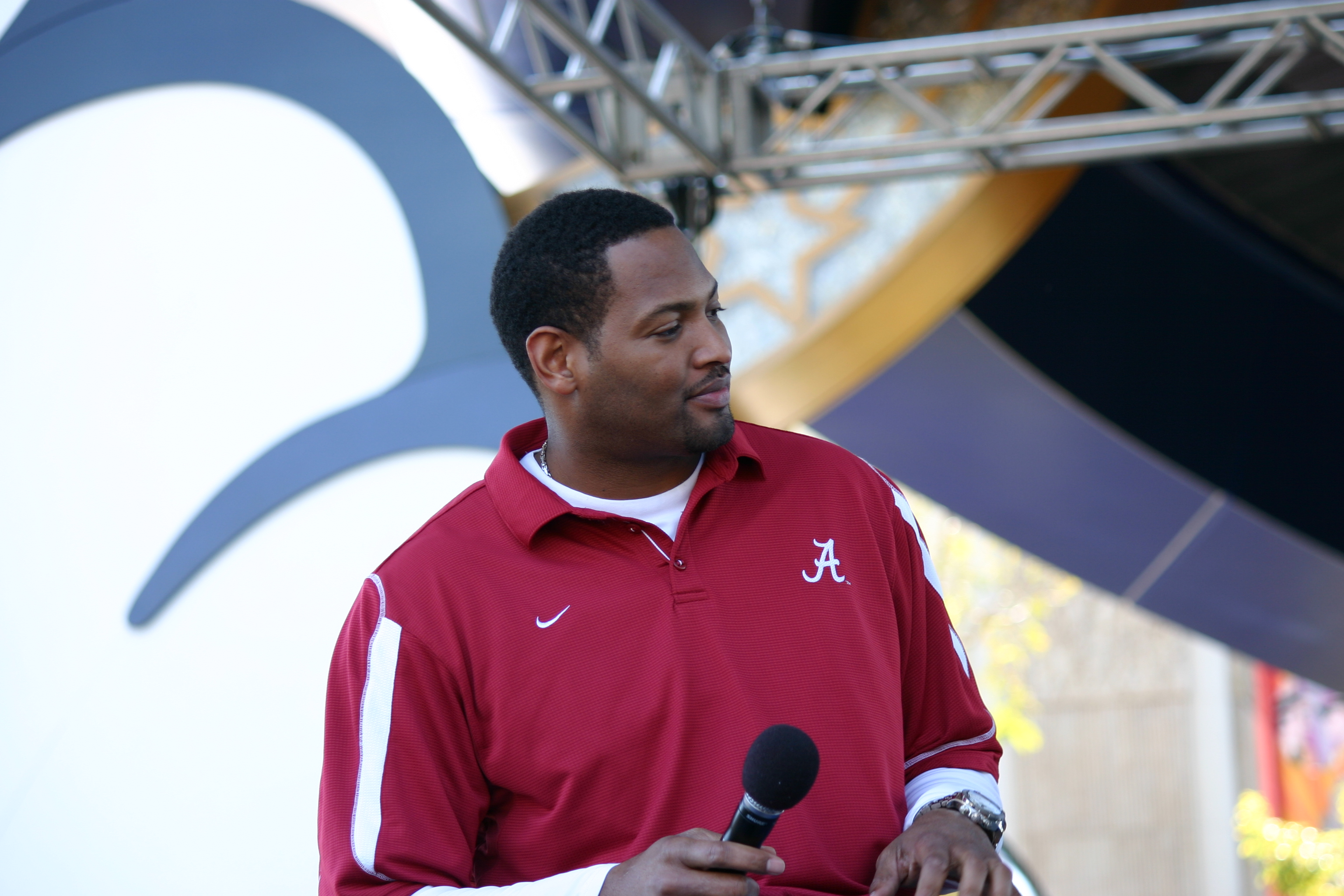
روبرت هوري.

 روبرت كينيت هوري  (بالإنجليزية: Robert Horry)‏ لاعب كرة سلة أمريكي ولد(25 أغسطس 1970) في هارفورد كونتري في ولاية ماريلاند، ولعب في دوري الرابطة الوطنية لكرة السلة من (1992 - 2008) يعد من أكثر لاعبي الرابطة الوطنية لكرة السلة تحقيقا للقب لعب خلال مسيرته هيوستن روكتس (1992 - 1996) وحقق معهم اللقب مرتين خلال موسمي (1994 - 1995) و فينيكس صنز (1996 - 1997) و لوس أنجلس لايكرز (1997 - 2003) وحقق اللقب 3 مرات 2000 - 2001 - 2002 وختم مسيرته مع فريق سان أنطونيو سبرز (2003 - 2008) وحقق اللقب معهم خلال موسمي 2005-2007

## روابط خارجية
- روبرت هوري على موقع إن بي أي (الإنجليزية)
- روبرت هوري على موقع سبورتس رفرنس (الإنجليزية)
- روبرت هوري على موقع كرة السلة الأوروبية.كوم (الإنجليزية)
- روبرت هوري على موقع كلية كرة السلة في سبورتس رفرنس.كوم (الإنجليزية)
- روبرت هوري على موقع ريلجم (الإنجليزية)
- روبرت هوري على موقع بروبوليرز (الإنجليزية)